# 쌍령 전투
쌍령전투(雙嶺戰鬪)는 병자호란이 진행되던 중 1637년 1월 2일에 쌍령에서 벌어진 조선군과 청군의 전투이다. 이 전투에서 조선군은 청군에 대패하였으며, 결국 남한산성에서 항전하고 있었던 인조가 청나라에게 항복하는 계기 중 하나가 되었다. 한국 역사 4대 패전 (용인전투,칠천량해전, 쌍령전투,현리전투) 중 하나로 꼽힌다.

## 전투 전후 상황과 경과
1636년 청 태종이 조선의 무례한 태도를 문제삼아 직접 12만 대군을 이끌고 조선을 침략하였다. 청군의 갑작스런 대규모 공격에 조선군은 곳곳에서 무너졌다. 순식간에 압록강을 돌파한 청군은 평양을 지나 불과 열흘만에 조선의 수도 한양에 육박하였다. 이에 놀란 조선 조정은 강화도로 피신을 시도했으나 이미 청의 기병들이 길목을 차단하고 있었고, 하는 수 없이 남한산성으로 향하였다.
당시 남한산성에는 1만3천 명의 병사들이 있었으나 청의 대군이 곧 성을 포위하여 상황이 다급해졌다.

### 경과
남한산성에 고립되어 있던 인조를 구원하기 위해 경상 좌병사 허완(許完)과 우병사 민영(閔栐)은 급히 군사들을 모집하여 출발하였다. 이 당시 모집된 조선군의 숫자는 정확히 알려지지는 않았지만 대략 2천명 정도였다는 추측이 유력하다. 남한산성으로 향하던 이들은 1월 2일 쌍령(雙嶺)에 도달하였고, 각각 허완과 민영이 이끄는 두 무리의 조선군은 각각 고개 양쪽에 진을 쳐 목책을 세워 적의 공격에 대비하였다. 이에 남한산성 인근에 주둔하던 6천명의 청군이 지금의 곤지암인 현산을 점령한 뒤 조선군의 동태를 살피기 위해 쌍령으로 약 30여명의 기마병들로 구성된 척후를 보냈다. 청의 척후병들이 조선군 목책에 다다르자 이를 발견한 조선군은 곧바로 발포하여 적 척후병의 사기를 꺾었다. 그러나 이 당시 대부분의 병사들이 조총으로 무장하고 있었지만 아직 조총에 숙련되지 못했던 병사들이 상당수였던 조선군은 첫 발포에서 소지하고 있던 모든 탄환들을 거의 다 소진해 버렸고, 조선군 진영은 탄환 재보급을 요청하는 수많은 병사들로 인해 혼란이 야기되었다. 이 모습을 지켜보던 청군이 조선군의 목책을 넘어 급습하였고, 이에 놀란 조선군은 탄약을 다 써버린 조총들을 내던지고 무질서하게 도주하기 이른다. 이 과정에서 수 많은 병사들이 넘어져 자기들끼리 밟고 밟혀 죽는 참극이 벌어졌고, 허완은 쌍령의 싸움에서 패하자 분전 하였으나 스스로 목을 찔러 자결하였다.( 인조 36권, 16년(1638 무인 / 명 숭정(崇禎) 11년) 3월 28일(신묘) 2번째기사)
한편, 반대쪽 고개에 진을 치고 있었던 민영의 조선군은 청군의 공격에 그런대로 잘 대응하고 있었다. 그런데 역시 병사들의 탄환 남용을 막기 위해 너무 적은 양의 탄환을 분배한 나머지 병사들의 탄환은 순식간에 소진되었고, 탄환과 화약을 재분배 하기 위해 진영 한가운데에서 탄약을 분배하는 과정에서 모아놓았던 화약이 조총의 화승 불꽃에 닿아 대폭발이 일어났다. 갑작스런 폭음에 조선군은 우왕좌왕하기 시작했고, 혼란에 빠진 조선군에게 청나라의 팔기병대가 돌진하여 닥치는대로 공격하여 순식간에 조선군의 선두진영을 뭉개버렸다. 선두대열이 무너지자 조선군의 대오는 순식간에 무너졌으며, 대부분의 병사들이 전의를 잃고 도주하다가 밟혀죽거나 포로로 잡혔다. 그리고 민영은 군사가 패하게 되자 군관과 하졸이 부축하여 말을 태웠으나 이를 뿌리치고 끝내 도망하지 않고 싸우다 전사하였다. 또한 상주 영장(尙州營將) 윤여임(尹汝任), 안동 영장(安東營將) 선세강(宣世綱) 등은 자신을 돌보지 않고 힘을 다하여 싸우다 전사하였다.(인조 34권, 15년(1637 정축 / 명 숭정(崇禎) 10년) 2월 26일(병신) 2번째기사)

### 결과와 영향
전쟁의 전환점이 될 수도 있었던 허완과 민영의 조선군이 궤멸된 상황에서 남한산성을 구원할 군대는 사실상 전무한 상황이었다. 남한산성에서 40여일을 버티던 인조는 결국 청 태종에게 삼전도에서 굴욕적인 항복을 하게 되었다.

## 사상자
- 조선 - 지휘부 전멸, 전사자 불명
- 청나라 - 불명

## 같이 보기
- 정충묘 - 광주시 향토문화유산(유형문화유산) 제1호